# Ali Doumbia
Ali Doumbia (ur. 14 stycznia 1962) – iworyjski piłkarz grający na pozycji bramkarza. W swojej karierze rozegrał 3 mecze w reprezentacji Wybrzeża Kości Słoniowej.

## Kariera piłkarska
Doumbia podczas kariery piłkarskiej grał w klubie Africa Sports National.

## Kariera reprezentacyjna
W reprezentacji Wybrzeża Kości Słoniowej Doumbia zadebiutował 17 lutego 1991 w zremisowanym 1:1 towarzyskim meczu z Senegalem, rozegranym w Dakarze. W 1992 roku został powołany do kadry na Puchar Narodów Afryki 1992. Na tym turnieju był rezerwowym i nie rozegrał żadnego spotkania, a Wybrzeże Kości Słoniowej wygrało ten turniej. W kadrze narodowej rozegrał 3 mecze, wszystkie w 1991.